# فرودگاه داد-کولیر ترینینگ اند ترنزیشن
فرودگاه داد-کولیر ترینینگ اند ترنزیشن (به انگلیسی: Dade-Collier Training and Transition Airport) یک فرودگاه همگانی بهره‌برداری هوایی با کد یاتا TNT است که یک باند فرود آسفالت دارد و طول باند آن ۳۲۰۰ متر است. این فرودگاه در شهر میامی کشور ایالات متحده آمریکا قرار دارد و در ارتفاع ۴ متری از سطح دریا واقع شده‌است.